# 武吉祥 (越南歌手)
武吉祥（1992年10月2日—），是越南创作歌手、舞蹈家、唱片制作人、电视评委和女商人，曾获《越南好声音》第二季亚军。在其音乐生涯中，曾获得6项提名，2次荣获贡献奖，并入选《福布斯》越南版30位30歲以下精英榜，以及许多其他奖项。她是第一位由环球音乐集团发行专辑的越南艺人，也是第一位在全球最著名的唱片公司之一——联合唱片公司录制双语专辑的越南艺人。